# 着生植物

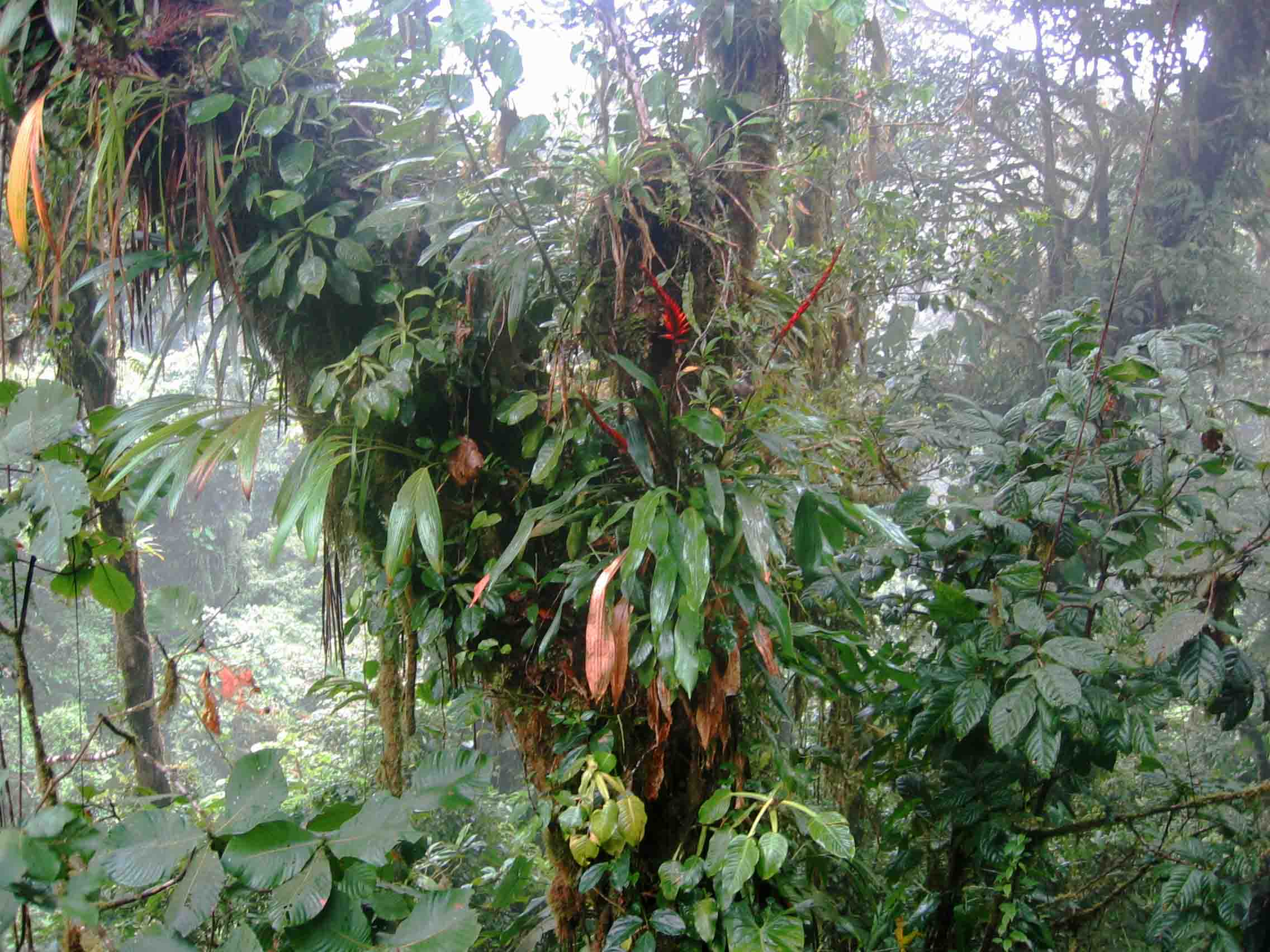
熱帯多雨林の着生植物（コスタリカ）

着生植物（ちゃくせいしょくぶつ）とは、土壌に根を下ろさず、他の木の上、あるいは岩盤などに根を張って生活する植物のことである。

## 一般的特徴
樹木にくっついて生活する植物を着生植物と言う。寄生植物と間違えられることもあるが、くっついている植物から栄養を吸収しているわけではないので、全く異なるものである。
樹上で生活するために、根が樹皮の上に張り付くようになっているものが多い。ただし、中には樹上にコケが厚く成長した中に根を下ろして暮らしていて、特に固着するための根をもたないものもある。熱帯地方では、オオタニワタリのように落ち葉を集めて根元に腐植塊を生成し、そこに多量の根の固まりを形成するものがあり、その根と腐植の塊の中に根を下ろす植物もある。そのようなものの根の形質は、普通の植物とさほど変わりがない。また、パイナップル科のチランジア属は基本的に根に固着機能しかなく、根が失われ、ねじれて巻き込んだ葉などでぶら下がる種もある。一定期間湿潤になる樹皮すら必要ないので、送電線に着生することもある。
また、根による体の支持が十分でないので、高く伸び上がるものは少ない。背の高いものは、つる植物のようによじ登ったり、あるいは枝から垂れ下がるように成長するものが多い。
コケ植物には、非常に数多くの着生生活のものがあり、むしろ地上性のものより多いくらいである。地衣類にいたってはほとんどが着生生活である。これらは、その体が小型であり、シダ植物や種子植物が大型化しつつ地上を占有する中で、それによって形成された環境の隙間を埋めるような進化を進めてきたと見ることもできる。
シダ植物・種子植物では、着生生活を行うものはかなり限られ、特定の科に集中する傾向がある。
その姿が普通の植物とは異なるものが多く、観賞用に栽培されるものも数多い。
ただし樹上には、前述のような土壌的な環境も存在するため、普通の植物も発芽することはあり得る。そのようなものを偽着生と言うことがある。樹木の上に別の樹木の芽が出ることも時折見られる。この場合、上の樹木の根が十分成長できる場があれば、そのまま成長するのを見ることがある。特にヤマグルマはそのようなことをよくおこなうほか、屋久島ではスギの大木（屋久杉）の上にシャクナゲが生育しているのを見掛ける。しかし、常に着生している訳ではない。また、熱帯のいわゆる絞め殺し植物も当初は樹上に着生する形で発芽し、次いで延ばした根を地上の土壌に下ろす。
なお、海では海藻のほとんど全部が岩に付着するものである。つまり着生的であるが、これを着生植物と言うことは少ない。海藻の場合、根と言っても固着のための器官に過ぎず、ここで水や肥料の吸収を行うなどの機能はない。また、海藻に付着して出現する海藻もある。これはかなり限られた種になる。

## 範囲と境界
着生植物と言われるのは、主として樹木に着生するものである。岩に着生するものも着生植物と言えなくはないが、含めない見解もある（岩生植物）。
岩の上は、土壌がたまれば通常の地面と同じであって、特に選ばれたものだけが出現する、とは言い切れない面がある。しかし、樹木に着生する植物が岩の上に出現することもめずらしくはなく、そういった面で、岩の上は着生植物とそうでない植物の生活の入り交じる部分がある。
樹木に着生する種には、ほとんど樹木にしか出現しないものと、岩の上にも出るものがある。ただし、同じ種でも、環境によっては樹木にだけ出現したり、岩の上に主に出たりと、その生息環境を変えるものがある。一般的には、樹木に出現するものも、より寒冷な土地では岩の上に出やすいとも言われる。
他方、普通の地面にも岩の上にも出るものがある。そういうものは、着生植物とは見なせない。しかし、樹木には出現しないものの、必ず岩の上に出現し、特に崖に特有の植物には、樹木に着生する植物と共通の性質が多く見られるので、着生植物と見ることができるかもしれない。
つる植物は樹木にくっついて這い登る植物であり、特に、根を出して吸着して這い登る種では、着生植物的な面がある。ただし、着生植物とは違い、常に地上との連絡を持ち、根の大部分は土壌に広がる。しかし、一部には次第に樹皮上の根の比重が大きくなって、着生植物的になるものも見られる。
絞め殺し植物は、特に熱帯に見られる樹木で、大きな木の上で発芽して、そこに気根をのばす段階では着生植物であるが、最終的には根を地上にまで届かせ、それが発達して幹となり、自立した樹木となる。

## 着生生活への適応

### 水
着生の生活における問題点の一つが、水である。通常の植物は、地中に根を下ろして、そこから水を吸い上げる訳だが、着生植物はそれができない。普通、水の補給は雨水と霧に頼る。一般に、降雨量が多いところに着生植物は多い。また、頻繁に霧がかかる森林では、着生植物が多くなる。樹上に一面にコケが繁茂する森を蘚苔林とよぶが、これも着生植物が多い森である。そのような森林は、霧が発生しやすいとか、常に雲がかかっている場所であることが多い。いわゆる雲霧林である。
コケ類などは乾燥時を休眠状態で耐えるものもあるが、種子植物はそのように身軽ではないので、より水不足への対応を迫られる。そのため、着生植物の多くは分厚い葉や太い茎、発達したクチクラをもつ。種類によっては太くなった茎や膨らんだ根など、貯水のために特化した部分を発達させる。それらの適応は、多肉植物に通ずるものがある。
より直接に水を蓄える方法を持つのがパイナップル科の植物、アナナス類である。その多くのものが着生で、根出葉が寄り集まって、その基部に水がたまるようになっており、そこにある吸水細胞で水を吸収する。その中に住み着くカエルなどもいる。同じ科のチランジア属のサルオガセモドキは全く違った姿で、異なった水分採取法を持つ。その植物体は木から糸屑がぶら下がるようで、粉を吹いたような灰緑色をしている。これは、その表面に一面に盾状の特殊な毛を持つためで、この毛の下に雨や霧の水分を保持し、次いで葉の表面の吸水細胞で水を吸収する。同属のほかの種は、よりアナナスらしい姿ではあるが、一部に水をためる種がいるものの、ほとんどの種は水分吸収を同じ方法で行う。

### 肥料
根から吸収すべき資源のもう一つが無機窒素化合物（アンモニウム塩や硝酸塩）や燐酸塩などの肥料分である。アナナス類の葉の付け根の貯水槽には、カエルや水生昆虫が生活するが、それらの排泄物は植物の肥料として使われるとされる。また、オオタニワタリやビカクシダなどの着生シダ類には、上からの落下物を受け止める形の葉を発達させるものがある。これは、そこに落葉を受け止め、蓄積することで、肥料分を得るための適応であると言われる。
こうした形質が発達していることから、着生植物は土壌に根を下ろす植物に比べて肥料分の獲得に苦労しているように見える。しかし、これは温帯では当てはまる部分もあるが、熱帯や亜熱帯の湿潤林では必ずしも当てはまらない。熱帯雨林のような、こうした森林では気温と湿度の高さやシロアリの活動などにより土壌の有機物の分解が著しく速く、土壌は有機物に乏しく痩せている。さらに潤沢な雨によって土壌の鉱物質からも速やかに燐やカリウム、マグネシウムなどのイオンが溶脱してしまっている。そのため、ここに生育する植物にとっては枯葉、枯枝、樹皮といった枯死植物質が分解する過程で溶け出てくる肥料分を、雨によって環境中から流出する前に、いかに速やかに回収するかが順調な生育の鍵となっている。
雨が降ると樹上の枯枝や樹皮からこうした肥料分が溶け出してくるが、着生植物はこれを地面に届く前に速やかに吸収することができる。着生植物が付着している樹木の中には自らの樹皮に着生したコケ植物の塊や維管束植物の根塊に、幹や枝から伸ばした気根を伸ばし、地上での肥料分獲得競争に参入するものすら稀ではない。
上記で述べたタニワタリやビカクシダのような落葉をためて腐植質を生成・保持するシダ類は、こうした着生植物の肥料獲得の有利さをさらに推し進めた適応を示していると考えられる。一般に着生植物を栽培する場合に施肥は希薄な溶液を与えなければ根が傷んでしまうものが多いが、これらのシダは多量の肥料を与えなければうまく成長しないことが知られている。植物園の温室でビカクシダを栽培する場合、種類によっては腐植だめの中に牛糞の塊をそのまま押し込んでしまうぐらい多肥で育てないと栽培に成功しないとの経験則もあるという。それだけこれらのシダ類は肥料分の獲得競争が激しい自生環境中で、きわめて有利な地位を占めていると言える。

## 利用
その姿がおもしろいこと、それに花の美しいものも多いことから、栽培されるものが数多い。特にウラボシ科のシダ類、ラン科のものにそれが多い。いわゆる洋ランは、その大部分が着生植物である。栽培する場合、ミズゴケやヘゴ板、オスマンダなどを使う。
アクアリウムにおいては、シダやサトイモ類、水生のコケ植物などが使われる。多くは温帯～熱帯の水辺に自生するものである。アクアリウムでは完全に水没した状態で栽培されることが多いが、抽水植物や雨季の間だけ水中で生活する植物、湿地性植物など、自然界では完全な「水中」で暮らす植物ではない種も多い。栽培されたものがほとんどであるが、現地で採集されたものも流通する。輪ゴムや木綿糸を使用し、岩や流木にくくり付け、活着させて栽培する。シダではミクロソリウム、ボルビディス、サトイモではアヌビアス類、コケではウィローモスがよく使われている。これらはむしろ渓流植物に含まれるであろう。
しかし、それだけに乱獲によって減少し、あるいは絶滅の危機にさらされるものも少なくない。生息の場が限られており、しかも目立つため、採集を行おうとするものがいる場合に、その目を逃れるのが難しい。また、着生植物はまず着生する樹木が伐採されると生息の場が失われる。また、空中の水分や霧によって生活をするものであるから、たとえば林道の設置など、多少の撹乱であっても、その生存のための環境を奪われる場合がある。

## 分類
非常に広範囲の植物が着生の生活を行っている。代表的なものを挙げる。岩の上にはえるものは、特に崖に出る性質が強いもののみを挙げた。
- 地衣類：着生のものが非常に多い。ウメノキゴケ・サルオガセなどが有名。
- コケ植物：セン類・苔類共に、非常に多くの種が着生生活を行う。
- シダ植物
  - マツバラン科：マツバラン
  - ヒカゲノカズラ科：スギラン・ヨウラクヒバ・ナンカクラン
  - イワヒバ科：イワヒバ・カタヒバ
  - ハナヤスリ科：コブラン
  - コケシノブ科：コケシノブ・ツルホラゴケ・ゼニゴケシダ
  - シノブ科：シノブ・キクシノブ
  - ツルシダ科：タマシダ・ホウビカンジュ・ワラビツナギ
  - ホウライシダ科：ホウライシダ・ハコネシダ・アジアンタム
  - シシラン科：シシラン・アマモシシラン・タキミシダ
  - チャセンシダ科：オオタニワタリ
  - ツルキジノオ科：アツイタ
  - ウラボシ科：ヒトツバ・マメヅタ・アオネカズラ・カザリシダ・ノキシノブ・オシャグジデンダ・ビカクシダ
- 双子葉植物
  - ベンケイソウ科：ツメレンゲ・ミセバヤ
  - ユキノシタ科：イワユキノシタ
  - スグリ科：ヤシャビシャク
  - タヌキモ科：コウシンソウ・ミミカキグサ類の一部
  - イワタバコ科：シシンラン・イワギリソウ
  - サボテン科：リプサリス属
- 単子葉植物
  - ラン科：チケイラン・ヒナチドリ・スズムシソウ・ツリシュスラン・ヨウラクラン・マメヅタラン・ムギラン・ミヤマムギラン・シコウラン・オガサワラシコウラン・クスクスラン・オサラン・フウラン・セッコク・キバナセッコク・ボウラン・カヤラン・ムカデラン・モミラン・クモラン・ヘツカラン・ナゴラン・カシノキラン・ニュウメンラン・デンドロビューム・カトレヤ・ヴァンダ・コチョウラン・オンシジューム・マスデバリア・バルボフィラム・リンコスティリス・レナンセラ・マキシラリア・ブラッシア・デンドロキラム・セロジネ・ゴンゴラ・アングレカム・エランギス
  - パイナップル科：アナナス・サルオガセモドキ・チランジア
  - ユリ科：ジョウロウホトトギス・ケイビラン
  - サトイモ科：アンスリウム